# Contea di Huntington
La contea di Huntington (in inglese Huntington County) è una contea dello Stato dell'Indiana, negli Stati Uniti. La popolazione al censimento del 2000 era di 38 075 abitanti. Il capoluogo di contea è Huntington.